# Retirada de Laguna
La retirada de Laguna fue un episodio de la Guerra de la Triple Alianza, célebre por las penurias sufridas por sus protagonistas. Fue narrado en A retirada da Laguna por uno de sus participantes, el vizconde de Taunay.

## Hechos previos

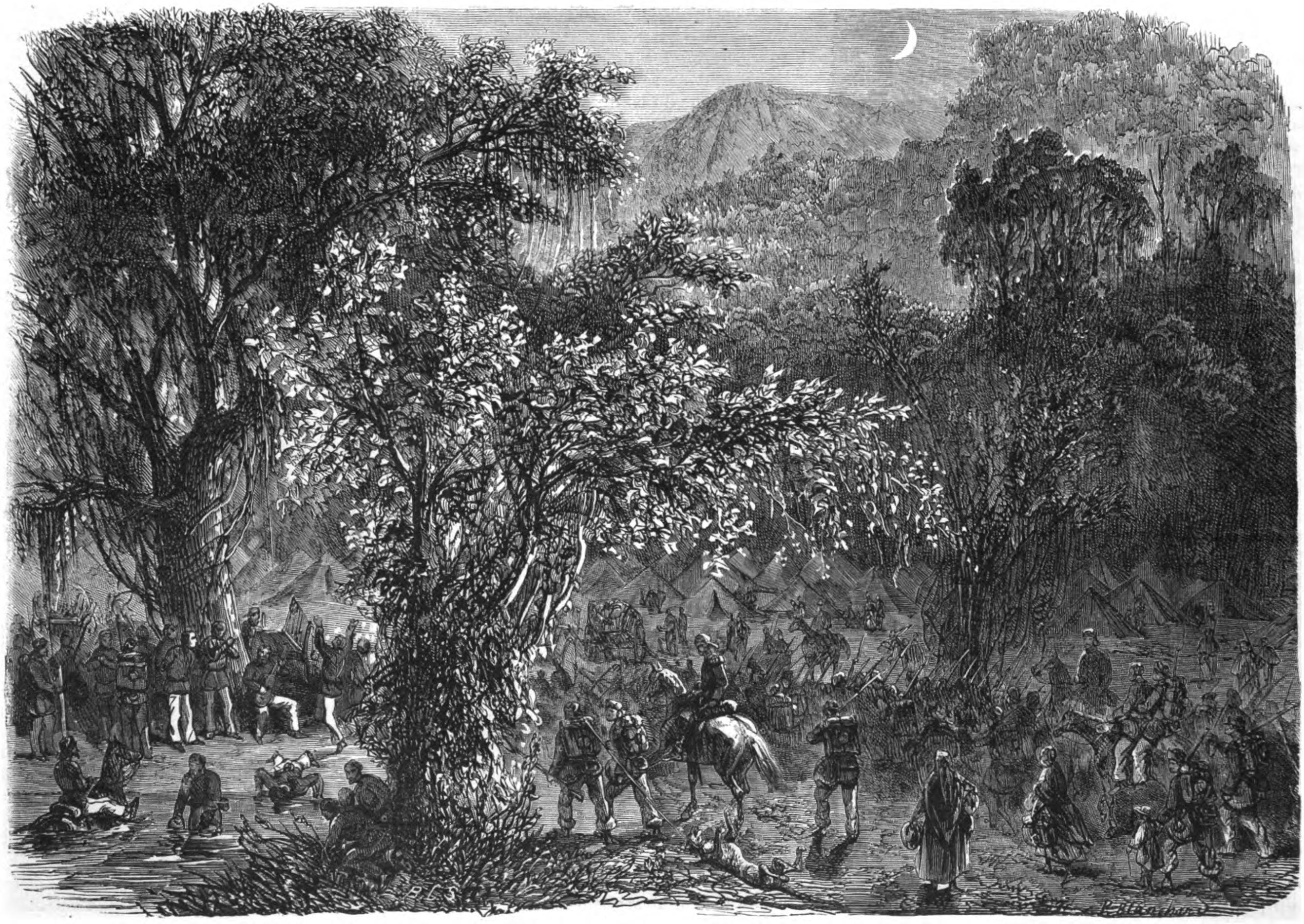
Expedición brasileña para Mato Grosso en Goiás.

Después del apresamiento del barco Marquês de Olinda y de la invasión del sur de Mato Grosso (actual Mato Grosso del Sur), una de las primeras reacciones brasileñas fue la de enviar un contingente militar terrestre a esa provincia.
De ese modo, en abril de 1865, la Columna Expedicionaria de Mato Grosso partió de São Paulo con un millar de guardias nacionales de las provincias de Goiás, Minas Gerais y San Pablo, al mando del coronel Manuel Pedro Drago, permaneciendo inactiva por más de dos meses en Campinas.
Recibió los refuerzos de 1.200 mineros de Ouro Preto en Uberaba, en la entonces provincia de Minas Gerais, de donde partió en septiembre en dos brigadas con unos 2.000 hombres y 12 piezas de artillería en dirección a Cuiabá. Pero en octubre se alteró su destino hacia Miranda, recibiendo el nombre de Fuerzas en Operación al Sur de la Provincia de Mato Grosso, llegando a Coxim en diciembre de 1865, la que encontraron abandonada por los paraguayos que habían retirado la mayoría de sus fuerzas a la línea del río Apa. En junio de 1866 reiniciaron la marcha desde Coxim hacia Miranda, en cuyo trayecto murió su jefe el coronel Fonseca Galvao. El cacique caduveo Nadó con toda su tribu se unió a la columna, permaneciendo hasta el regreso de la misma a Coxim.
Lo mismo se repitió al alcanzar Miranda, el 17 de septiembre de 1866, luego de recorrer más de 2.000 kilómetros por tierra desde San Pablo, en donde el fuerte estaba arrasado y la villa había sido abandonada ese día por los paraguayos. Un tercio de la columna había perecido por las epidemias o había desertado. El coronel Albino de Carvalho, jefe de la columna, la mantuvo en la insalubre villa de Miranda, produciéndose aún más bajas.

## Invasión al Paraguay

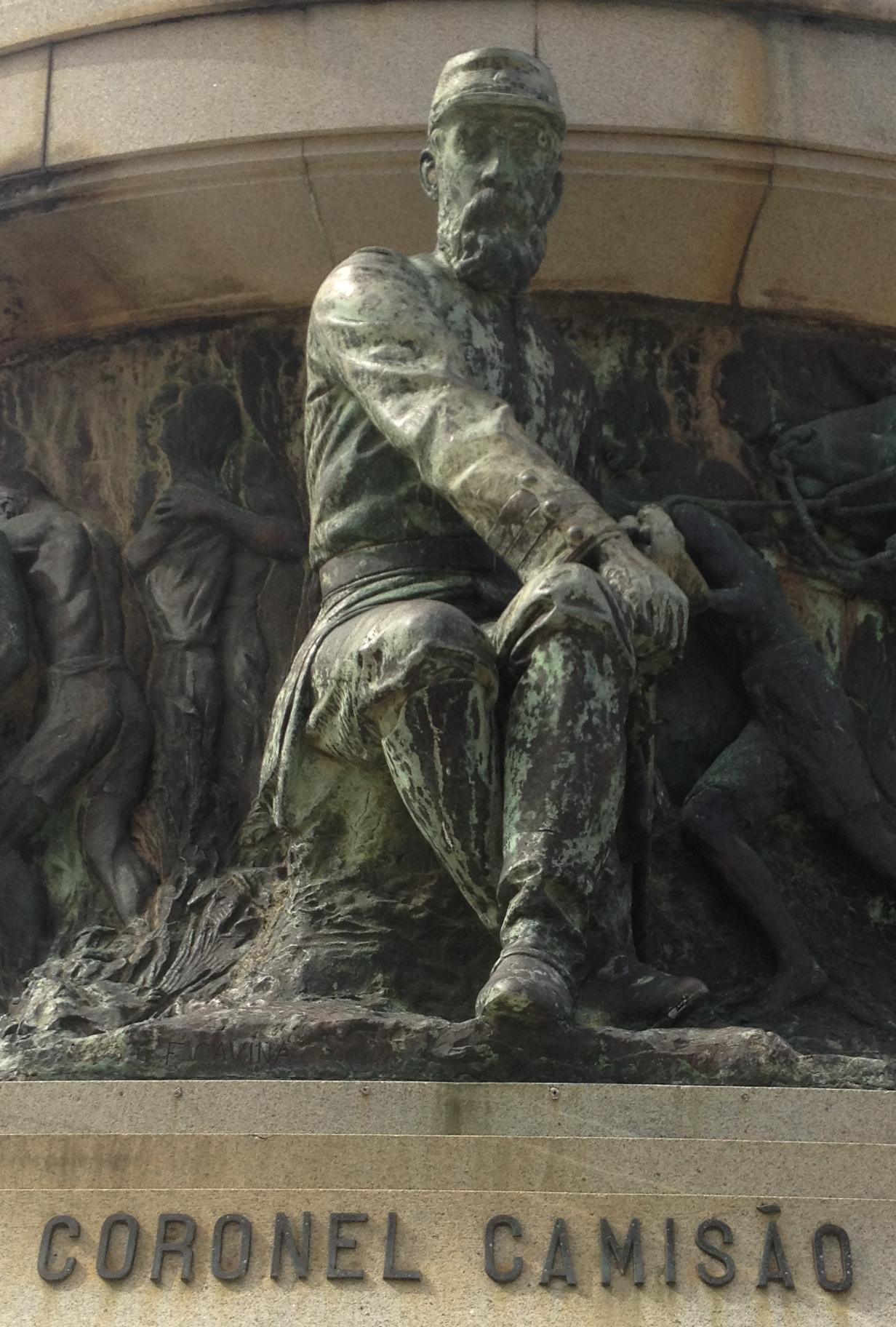
Coronel Carlos de Morais Camisão.

En enero de 1867, el coronel Carlos de Morais Camisão asumió el mando de la columna, entonces reducida a 1.680 hombres, trasladó el campamento a la más salubre Nioaque y decidió invadir el territorio paraguayo en dirección a Concepción, poniéndose en marcha en febrero.
El 21 de abril de 1867, mediante el avance de la columna brasileña, la aldea y el Fuerte de Bella Vista fueron incendiadas por sus defensores, que la abandonaron y permitieron el ingreso de los brasileños. El vizconde de Taunay (s. d.) relata que "(...) o forte, que apenas consistía em sólida estacada de madeira, foi ocupado, assim como a vila, por grande destacamento."
Una vez en territorio paraguayo, la columna brasileña adoptó el nombre de Fuerzas Expedicionarias en el Norte del Paraguay.
Sin abastecimientos, principalmente ganado, para mantener a la tropa (alimentación, transporte), la ocupación de Bella Vista se mostró insustentable. Surgió en ese impase, el plan de marchar sobre la Hacienda Laguna, localizada cuatro leguas al sur de Bella Vista, de propiedad personal de Francisco Solano López, y destinada a la cría de ganado. Con ese objetivo, las fuerzas brasileñas dejaron Bella Vista el 30 de abril, dispersando a un contingente de peones, indígenas y esclavos paraguayos en Laguna, causándoles un centenar de bajas y muriendo un solo brasileño, pero sin encontrar ganado.

## Retirada hacia Coxim

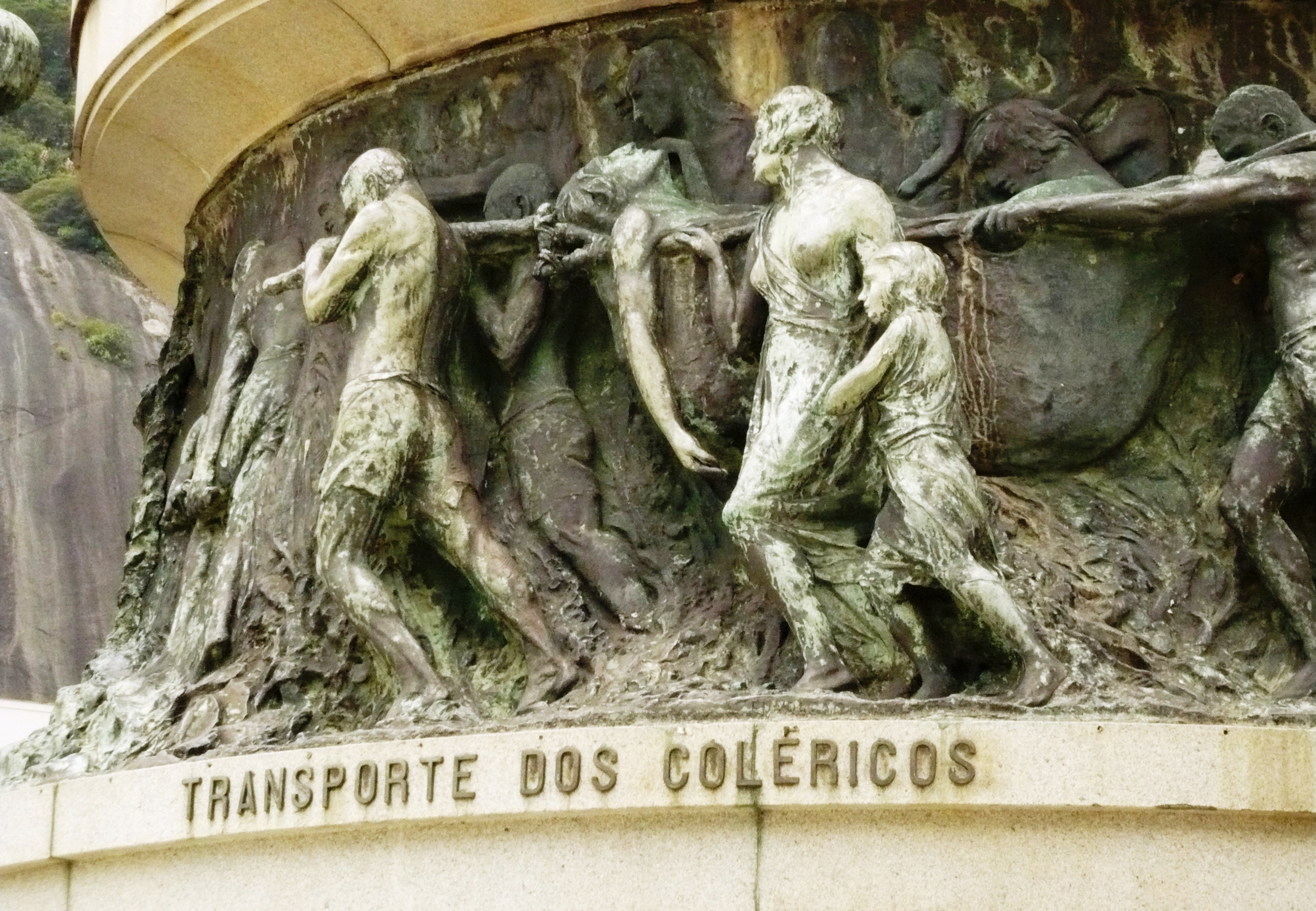
Transporte de los enfermos de cólera.

Por demás distante de las líneas brasileñas, y sin víveres para el sustento de la tropa, afectada por el cólera, el tifo, y por el beriberi, la columna del Ejército Brasileño fue forzada a retirarse el 7 de mayo de 1867 rumbo a Nioaque, bajo los constantes ataques de la caballería paraguaya, que utilizaban tácticas de guerrilla a la manera indígena, infligiendo severas pérdidas a los brasileños y quitándoles el escaso ganado que llevaban. El 25 de mayo los paraguayos realizaron un ataque sobre el campamento brasileño, pero fueron rechazados. El extremo del hambre hizo que fueran abandonados 130 soldados enfermos de cólera, lo que fueron degollados por los paraguayos, enfermedad que mató también al coronel Camisão. 
El 4 de junio llegaron a Nioaque, localidad que había sido reocupada por los paraguayos y abandonada de nuevo dejándola arrasada, excepto la iglesia en donde colocaron una bomba que mató a 15 brasileños. De un efectivo de cerca de 3.000 hombres, retornaron a las líneas brasileñas en Porto Canutos, cerca de Coxim, el 11 de junio de 1867 apenas 700 hombres en muy mal estado.

## Guerra de guerrillas
Por espacio de casi un año, desde enero de 1867 hasta enero de 1868, los 3500 hombres restantes de la Fuerza Expedicionaria Brasileña debieron enfrentarse a una muy coordinada táctica de guerrillas y ataques sorpresa que efectuaron los 1000 hombres comandados por el Capitán Martín Urbieta. Las tropas brasileñas eran emboscadas en cañadas pantanosas o embestidas que se lanzaban desde altiplanos y eran tomados desprevenidos. Muchas veces, según las crónicas paraguayas, los soldados guaraníes lograban poner en retirada a la bayoneta y "machetazos" a tropas brasileñas superiores en número y armas simplemente usando la sorpresa, el camuflaje y las emboscadas. De casi 1000 hombres que eran comandados por Urbieta, cayeron cerca de 400. Las tropas del Coronel de Morais perdieron cerca de 3000 hombres.